# Antonio Draghi
Antonio Draghi (Rímini, Itàlia, 17 de gener de 1634 - Viena, Àustria, 16 de gener de 1700) va ser un compositor i llibretista italià, que va treballar principalment a Àustria.
Probablement era el germà del compositor Giovanni Battista Draghi, que en les últimes dècades del segle xvii, va ser un dels compositors més importants a Viena, especialitzat en la composició d'òpera i oratoris.

## Biografia
La primera informació biogràfica que se'n té es remunta a 1645, quan als onze anys va ingressar com a soprano a la capella de la Basílica de Sant Antoni de Pàdua amb el seu oncle Francesco Florido (que va ser contractat com a organista i intèrpret d'instruments de corda). En la mateixa capella va cantar com contralt a l'agost de 1648 i com baix a partir d'octubre de 1649 fins a desembre de 1651. El 1658 va començar la seva llarga carrera a la cort imperial de Viena, on, junt a Antonio Bertali contribui a fundar l'escola vienesa de música. En un primer moment va ser contractat com a cantant i després va començar la tasca de llibretista: El seu primer llibre va ser El Almonte. Va continuar escrivint llibrets d'òpera durant alguns anys, per compositors com Antonio Bertali i Pietro Andrea Ziani. Va fer el seu debut a l'òpera en 1666 amb La Mascherata. Amb els anys, va progressar a la més alta instància de la cort dels Habsburg: en el 1668 l'emperadriu Eleonora el va nomenar Kappelmeister. Johann Heinrich Schmelzer va morir el 1680, i l'1 gener 1682 Draghi el va succeir en la posició de Kappelmeister de la Cort Imperial, càrrec que va ocupar fins a la seva mort.

## Obra selecta
Draghi va compondre en la línia del que es componia a Venècia en els seus dies, però amb més cors i ballet en les seves obres, Va compondre molta música religiosa, com uns cinquanta oratoris i unes 170 òperes. Algunes de les seves obres més importants van ser:
- La Mascherata, 1666
- Gundeberga, 1672
- Turia Lucrezia, 1675
- Rodogone, 1677
- La magnanimità di Marco Fabrizio, 1695